# Finala Campionatului Mondial de Fotbal 1998
Finala Campionatului Mondial de Fotbal 1998 este meciul decisiv de la Campionatul Mondial de Fotbal 1998. Meciul a avut loc pe 12 iulie 1998 pe Stade de France, Saint-Denis, Franța. Franța a câștigat cu 3-0 primul campionat mondial din istoria ei.

## Detaliile meciului
| Brazilia | 0 – 3  | Franța                      |
| -------- | ------ | --------------------------- |
|          | Report | Zidane 27', 45+1' Petit 90' |

| Brazilia | Franța |

| BRAZILIA:     |    |                  |     |     |
|               |    |                  |     |     |
| P             | 1  | Claudio Taffarel |     |     |
| F             | 2  | Cafu             |     |     |
| F             | 3  | Aldair           |     |     |
| F             | 4  | Junior Baiano    | 33' |     |
| F             | 6  | Roberto Carlos   |     |     |
| M             | 5  | César Sampaio    |     | 75' |
| M             | 8  | Dunga (c)        |     |     |
| M             | 18 | Leonardo         |     | 45' |
| M             | 10 | Rivaldo          |     |     |
| A             | 20 | Bebeto           |     |     |
| A             | 9  | Ronaldo          |     |     |
| Schimbări:    |    |                  |     |     |
| MF            | 19 | Denílson         |     | 45' |
| FW            | 21 | Edmundo          |     | 75' |
| Antrenor:     |    |                  |     |     |
| Mário Zagallo |    |                  |     |     |

| FRANȚA:      |    |                      |         |     |
|              |    |                      |         |     |
| P            | 16 | Fabien Barthez       |         |     |
| F            | 15 | Lilian Thuram        |         |     |
| F            | 8  | Marcel Desailly      | 48' 68' |     |
| F            | 18 | Frank Leboeuf        |         |     |
| F            | 3  | Bixente Lizarazu     |         |     |
| M            | 7  | Didier Deschamps (c) | 39'     |     |
| M            | 17 | Emmanuel Petit       |         |     |
| M            | 19 | Christian Karembeu   | 56'     | 57' |
| M            | 10 | Zinedine Zidane      |         |     |
| M            | 6  | Youri Djorkaeff      |         | 75' |
| A            | 9  | Stephane Guivarc'h   |         | 66' |
| Schimbări:   |    |                      |         |     |
| MF           | 4  | Patrick Vieira       |         | 75' |
| MF           | 14 | Alain Boghossian     |         | 57' |
| FW           | 21 | Christophe Dugarry   |         | 66' |
| Antrenor:    |    |                      |         |     |
| Aimé Jacquet |    |                      |         |     |

| OFICIALI - Tușier: Mark Warren (Anglia) - Tușier: Achmat Salie (Africa de Sud) - Arbitrul de rezervă: Rahman Al Zaid (Arabia Saudită) | REGULILE MECIULUI - 90 minute - 30 minute de prelungiri dacă este necesar - Lovituri de departajare dacă scorul este egal - Trei schimbări permise |